# アン・ブラッドストリート

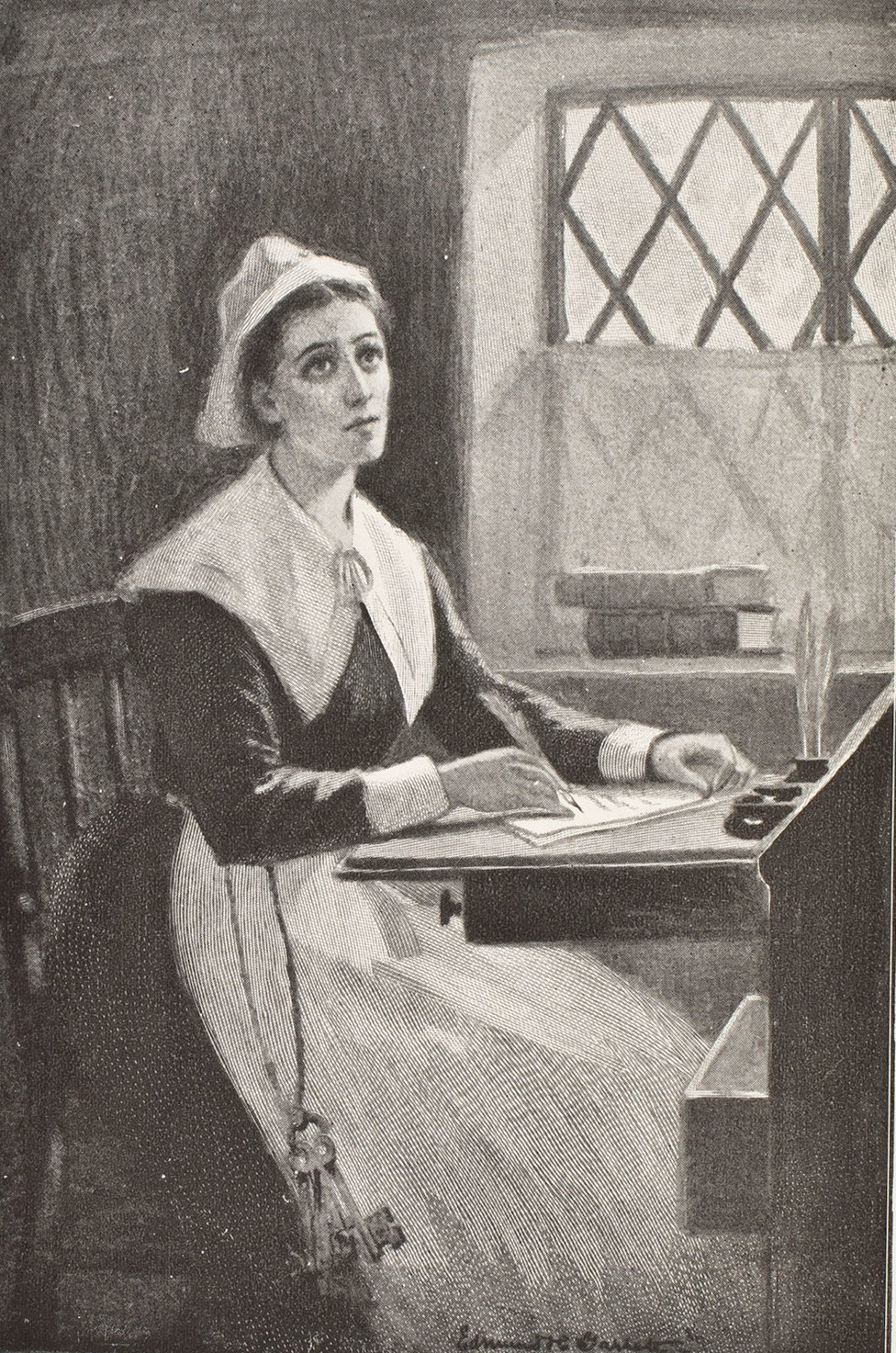
アン・ブラッドストリート

アン・ブラッドストリート（Anne Dudley Bradstreet、1612年ごろ - 1672年9月16日）は、アメリカの女性詩人。著書が出版された最初のアメリカ人作家、および著書が出版された最初のアメリカ人の詩人である。
父はマサチューセッツ湾植民地の総督を務めたトマス・ダドリー、夫もマサチューセッツ湾植民地の最後の総督、サイモン・ブラッドストリート。
異端審問を受けた女性聖職者、アン・ハッチンソンの友人であったことでも知られる。

## 人物
イングランド、ノーサンプトンのリンカン伯爵の家令（執事・のちのトマス・ダドリー）の娘として生まれる。16歳でサイモン・ブラッドストリートと結婚し、1630年にピューリタンであった一族とともに迫害を逃れるため、ジョン・ウィンスロップに率いられてマサチューセッツ湾植民地に移住した。
詩集『アメリカに生まれた10番目の詩神』は、アンに無断で1650年にロンドンで出版されたものであり、彼女の存命中に出版された唯一の詩集だが、アメリカのみならず英文学史上でも最初の女性による詩集とされる。皮肉なことに、今日では、最も面白くない作品とみなされている。これらの詩は、英国の形而上派詩人の影響を受け、長くて、ときに単調なものが多く、四季を通じて眺めた、宗教などの陳腐なテーマを扱っている。
彼女は、8人の子どもを育てながら詩を書いた。とくに1678年、アンの死後に発表された新版『ニューイングランドの婦人として喜び溢れる様々なウイットと教養で編集されたいくつかの詩』（英文原題 Several Poems Compiled with Great Variety of Wit and Learning, Full of Delight, as "a Gentlewoman in New-England 1678）は、1650年版の作品に加えて、家族や家庭、信仰とそれへの疑いなど、個人的な感情を赤裸々に綴った作品が加えられた。そして今、彼女の詩作品で高く評価されているのは、主として、この死後出版の方に掲載された作品である。新大陸における厳しい生活の中で母、妻、主婦としての家族への献身と愛と喪失という普遍的テーマと信仰が歌われており、また、神権政治のニューイングランドにおけるピューリタンの女性の、神と信仰に対する大らかさと懐疑、動揺などが赤裸々に歌われているので、初期ピューリタンの女性像を伝える貴重な作品となっている。
異端の女性聖職者、アン・ハッチンソンと親交があり、植民地を統治する側であるアンの父たちは、彼女をボストンから追放しようとした。実際、追放を決定した1637年のアン・ハッチンソン裁判では、父ダドリーが判事の一人であったが、アン・ブラッドストリートは、ハッチンソンの友人であり続けた。。

## 作品
- 詩集『アメリカに生まれた10番目の詩神』（The Tenth Muse Lately Sprung up in America 1650年）

- 詩作品「わが愛するやさしい夫へ」（To My Dear and Loving Husband 1678年）
ピューリタンの詩で、宗教的なテーマが第一である。夫への愛をうたっているが、「きわめて率直で、どこかユーモラスにもなっている」との評言がある[5]。